# Bunaeopsis argillosa
Bunaeopsis argillosa är en fjärilsart som beskrevs av Le Cerf 1911. Bunaeopsis argillosa ingår i släktet Bunaeopsis och familjen påfågelsspinnare. Inga underarter finns listade i Catalogue of Life.